# グルーチョ眼鏡

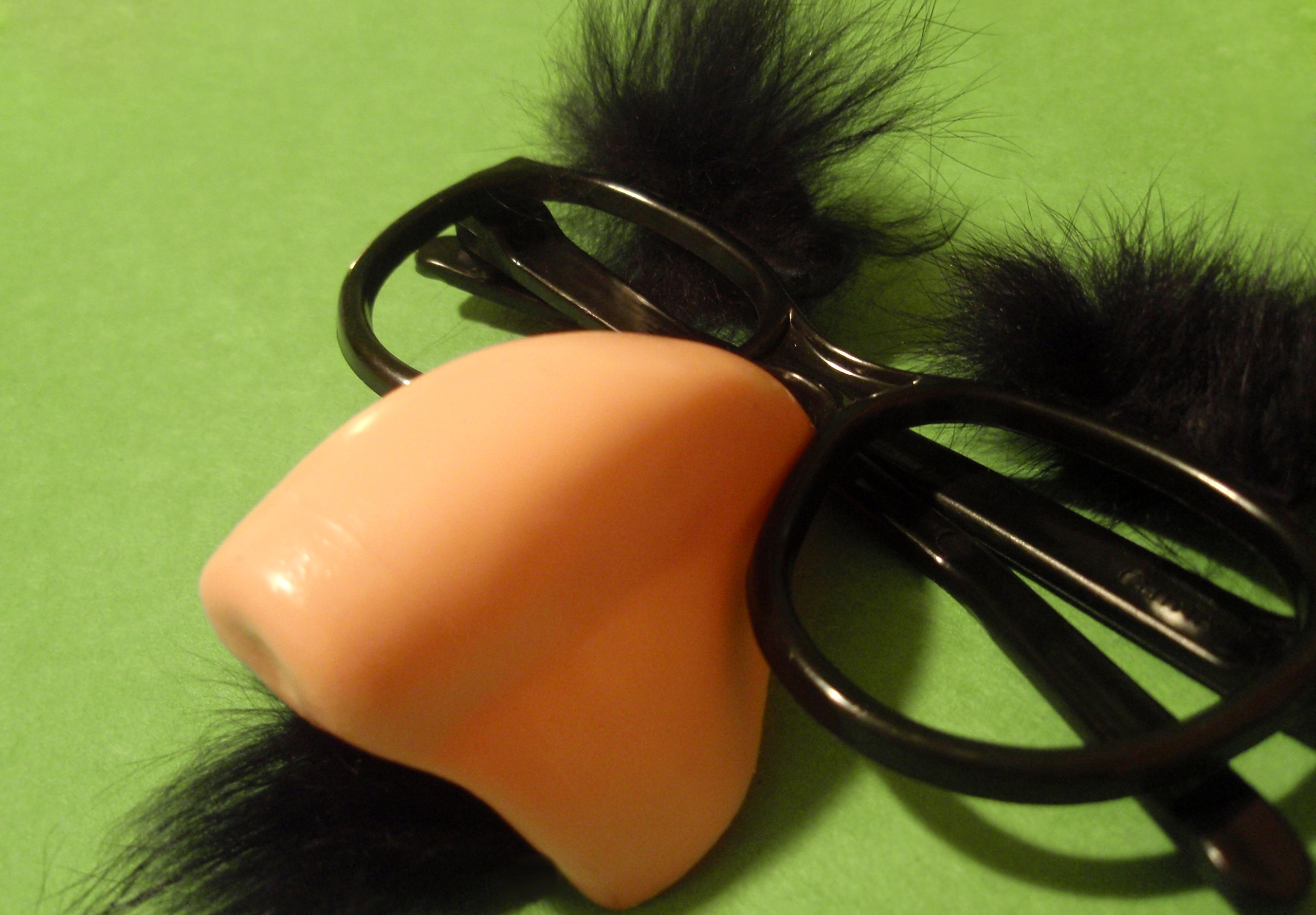
グルーチョ眼鏡

グルーチョ眼鏡（グルーチョめがね、Groucho glasses）とは、アメリカ合衆国のコメディアン・グルーチョ・マルクスを模したジョークグッズ。日本では鼻眼鏡とも呼ばれるが、フィンチ式眼鏡もそう呼ばれる場合がある。
一般的なつる付き眼鏡に鼻がついているもの。ほとんどが黒縁で独特の眉毛と口ひげもついていることが多い。もともとはコメディ俳優のグルーチョ・マルクスの扮装を模したもので、日本国外では文字通りグルーチョ眼鏡と呼ばれる。ほかにfunny glassesなどの呼び名もある。グルーチョ自身は通常の眼鏡に自前の鼻、時期によって付け髭だったり自前だったりで、グルーチョ眼鏡をかけていたわけではない。プラスチック製の煙草が付く場合もある。
数あるジョークグッズの中でも、最も広く用いられたもののひとつとされ、1940年代初頭に初めて売り出されて以降、またたく間に世界中で認識されるところとなった。今日ではドタバタ喜劇の小道具として使われることが多い。
現在でも宴会芸などで需要があり、パーティー・グッズとして安価に売られている。

## 画像

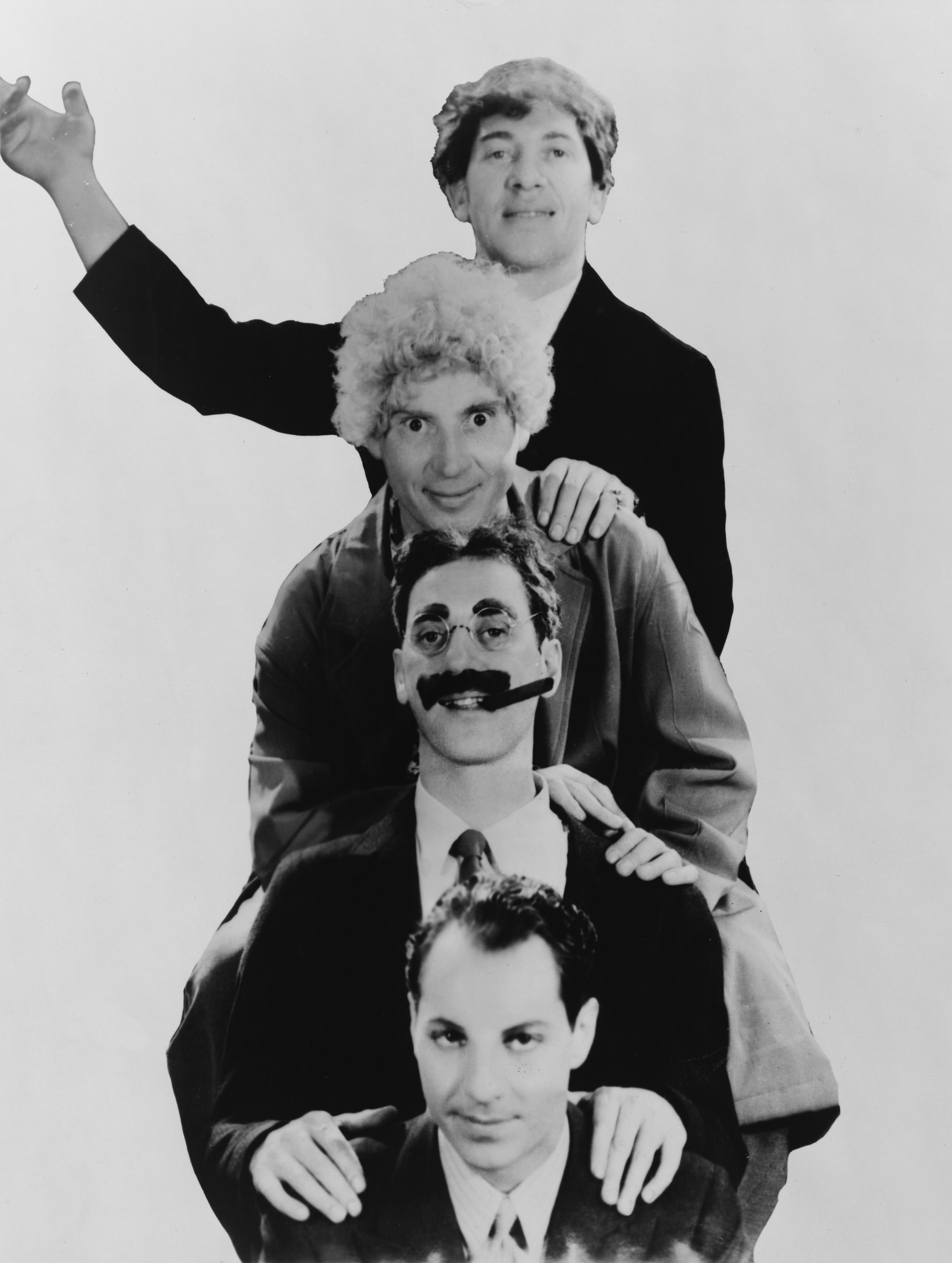
マルクス兄弟(上から3番目がグルーチョ)
正面からの図
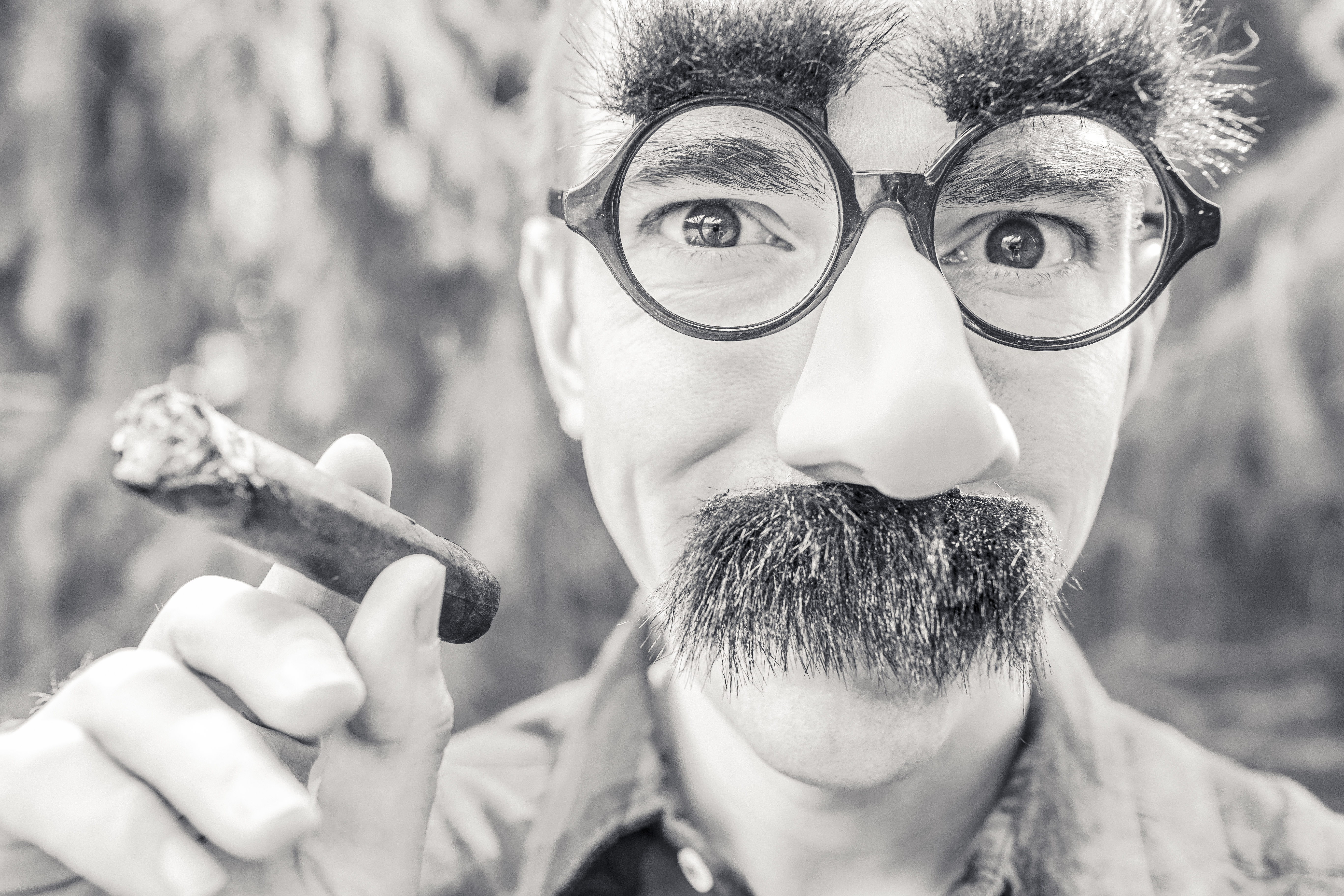
使用例1
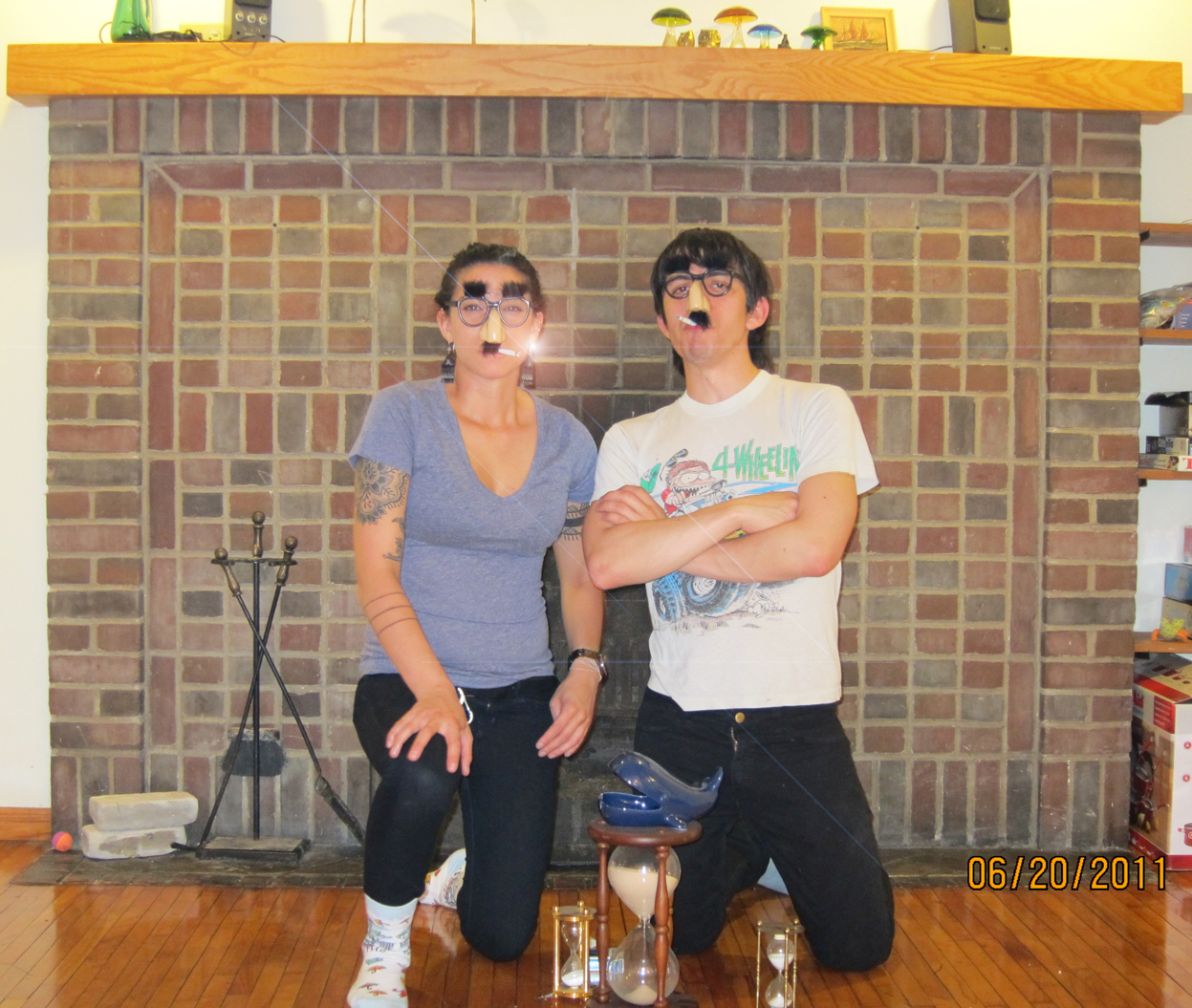
使用例2

| - マルクス兄弟(上から3番目がグルーチョ) - 正面からの図 - 使用例1 - 使用例2 |